# Holly Lawrence
Holly Lawrence née le 25 février 1990 à Hammersmith en Angleterre est une triathlète professionnelle britannique d'origine  galloise, championne du monde d'Ironman 70.3 en 2016.

## Biographie

### Jeunesse
Holly Lawrence commence à faire des compétitions de natation après l'enfance, elle se teste au lycée dans des courses de cross-country. Dans l'adolescence, elle s'entraîne à la piscine matin et soir après les cours, mais elle ne progresse plus assez pour faire carrière. Elle s'essaye alors sur un triathlon local où elle devient totalement passionnée de ce sport.

### Carrière en triathlon
En 2016, elle remporte trois triathlons avant d'être victorieuse du championnat du monde d'Ironman 70.3 où elle devance de près de deux minutes sa dauphine australienne Melissa Hauschildt. La présence des meilleures mondiales dont la double championne, la Suissesse Daniela Ryf, ne l’empêche pas de remporter avec panache sa première victoire mondiale. Sortie de l'eau à trente secondes de la meneuse, l'Américaine Lauren Brandon, Holly Lawrence dans une démonstration de puissance en vélo s'impose rapidement à la tête de la course féminine et prend jusqu'à trois minutes d'avance sur ses poursuivantes, Daniela Ryf et  l'Australienne Melissa Hauschildt principalement. Sur la partie course à pied, l'Australienne forte de ses qualités pédestres entame sa remontée, mais la Britannique garde son rythme et ne lâche rien jusqu'à la ligne d'arrivée. Elle remporte à 26 ans le titre de championne du monde d'Ironman 70.3. Daniela Ryf termine en 4e position après avoir cédé la troisième place du podium à la Canadienne Heather Wurtele.

### Vie privée
Elle vit à Swansea au pays de Galles.

## Palmarès
Le tableau présente les résultats les plus significatifs (podium) obtenus sur le circuit international de triathlon depuis 2016.
| Année | Compétition                       | Pays                | Position          | Temps           |
| ----- | --------------------------------- | ------------------- | ----------------- | --------------- |
| 2021  | Ironman 70.3 Des Moines           | Bahreïn             | Médaille d'or     | 2 h 53 min 45 s |
| 2020  | Ironman 70.3 Cozumel              | Mexique             | Médaille d'or     | 4 h 7 min 17 s  |
| 2019  | Championnat du monde Ironman 70.3 | France              | Médaille d'argent | 4 h 27 min 22 s |
| 2019  | Ironman 70.3 Saint George         | États-Unis          | Médaille d'or     | 4 h 6 min 5 s   |
| 2019  | Ironman 70.3 Bahrain              | Bahreïn             | Médaille d'or     | 3 h 52 min 50 s |
| 2019  | Ironman 70.3 Elsinore             | Danemark            | Médaille d'or     | 4 h 3 min 16 s  |
| 2019  | Ironman 70.3 Vietnam              | Viêt Nam            | Médaille d'or     | 4 h 4 min 40 s  |
| 2019  | Ironman 70.3 Dubaï                | Émirats arabes unis | Médaille d'or     | 4 h 0 min 4 s   |
| 2018  | Ironman 70.3 Bahrain              | Bahreïn             | Médaille d'or     | 3 h 59 min 20 s |
| 2017  | Ironman 70.3 Bahrain              | Bahreïn             | Médaille d'or     | 4 h 2 min 34 s  |
| 2017  | Ironman 70.3 Californie           | États-Unis          | Médaille d'or     | 4 h 14 min 18 s |
| 2017  | Ironman 70.3 Racine               | États-Unis          | Médaille d'or     | 3 h 39 min 31 s |
| 2017  | Ironman 70.3 Santa Rosa           | États-Unis          | Médaille d'or     | 4 h 13 min 20 s |
| 2017  | Ironman 70.3 Saint George         | États-Unis          | Médaille d'or     | 4 h 12 min 7 s  |
| 2017  | Ironman 70.3 Mont-Tremblant       | Canada              | Médaille d'or     | 4 h 14 min 24 s |
| 2016  | Championnat du monde Ironman 70.3 | Australie           | Médaille d'or     | 4 h 9 min 12 s  |
| 2016  | Ironman 70.3 Vineman              | États-Unis          | Médaille d'or     | 4 h 9 min 40 s  |
| 2016  | Ironman 70.3 Mont-tremblant       | Canada              | Médaille d'or     | 4 h 8 min 53 s  |
| 2016  | Escape From Alcatraz Triathlon    | États-Unis          | Médaille d'or     | 2 h 20 min 53 s |